# 伊藤佳代
伊藤 佳代（いとう かよ）は日本人のマントラ歌手。第11回金曲奨最優秀宗教音楽アルバムノミネートにノミネートされた。
“日本文学歌者”として知られる。台湾・国立中山大学西湾学院助理教授。

## 学会発表
- 伊藤佳代，〈運用日語歌詞之團體朗誦應用於日語課程之探究與實作-以第二外語日語課程為例-〉，国立台湾芸術大学，2020年5月
- 伊藤佳代，〈臺日跨國婚姻家庭的語言調查研究–以日籍女性/臺籍男性的家庭為例〉，2015年5月
- 伊藤佳代，〈影響在台灣的台日跨國婚姻家庭子女日語能力維持，發展因素之探討-以日常生活中的日語語言活動中心-〉，2012年6月
- 伊藤佳代、陳麗君，〈台湾と日本国間における国際結婚家庭の言語継承をめぐって〉，財団法人交流協会 共同研究助成事業（人文・社会科学分野）[日本・台湾における日台越境的な移住者の言語・文化・アイデンティティーをめぐってー]，2012年3月
- 伊藤佳代，〈日台国際結婚日本人女性配偶者の言語教育観－現地への愛着、定住の決意、言語能力との関係を中心に－〉，2011年3月

## 音楽活動

### アルバム
- 文殊咒（1998年6月5日）
- 金剛心（1998年12月5日）
- 美麗的咒語（1999年1月5日）
- 綠度母心咒（1999年2月5日）
- 藥師佛心咒（2000年2月5日）
- 心經（2001年12月5日）
- 觀音心咒（2002年10月15日）
- 準提佛母心咒（2003年12月5日）
- 咕嚕咕列佛母心咒（2006年3月5日）
- 摩利支天佛母心咒（2011年10月28日）
- 光明真言（2020年6月8日）